# 拉布朗卡尔德站
拉布朗卡尔德站是法国东南部城市马赛的一个地铁车站，位于马赛地铁1号线上。

## 站名
"拉布朗卡尔德"是附近街区的名称。附近的铁路车站亦以此命名。

## 位置
拉布朗卡尔德站位于马赛市区的南部，属于4区。车站呈西南-东北走向，是一个地下车站，有自动扶梯连接地面。
马赛布朗卡尔德站位于车站上面。

## 设施
拉布朗卡尔德站站内设有自动售票机及无障碍设施。

## 站台设置
| 西北↑ |      |                              |
|       | 侧式 |                              |
|       |      | 玫瑰-贡贝尔城堡科技园站方向← |
|       |      | 拉富拉热尔站方向→            |
|       | 侧式 |                              |
| 东南↓ |      |                              |

## 配套交通

### 城市公共交通
| 拉布朗卡尔德站附近的公共交通线路 |            |          |
| 公交车站名称                     | 位置       | 停靠线路 |
| 拉布朗卡尔德                     | 地铁站附近 |          |
| 1.                               |            |          |

此外，当地铁线路发生故障或施工时，马赛交通局可能提供临时摆渡车。

## 临近车站
| 拉布朗卡尔德站（La Blancarde） |               |                      |
| 上行车站                       | 线路          | 下行车站             |
| 拉蒂莫讷站 770m ←              | 马赛地铁1号线 | 路易·阿尔芒站 → 640m |
| - 本表仅显示运营中的线路及车站 |               |                      |